# Hister tropicus
Hister tropicus är en skalbaggsart som beskrevs av Gustaf von Paykull 1811. Hister tropicus ingår i släktet Hister och familjen stumpbaggar. Inga underarter finns listade i Catalogue of Life.